# 何塞·桑胡尔霍
何塞·桑胡尔霍（西班牙語：José Sanjurjo y Sacanell；1872年3月28日—1936年7月20日）是西班牙的一名軍事領袖，曾在1932年8月10日企圖發動軍事政變，推翻第二共和國，但失敗入獄，原預計判處死刑，後改為終生監禁。1933年西班牙第二共和國選舉後，由愛國者組成的政府將他特赦，桑胡尔霍後改定居於葡萄牙。
1936年時組織愛國軍事將領和他所創的組織—西班牙軍事同盟企圖推翻共和政府，並作為起事後的領導人。起事後爆發了西班牙內戰，作為右翼國民軍領袖的他並不信任佛朗哥，要自己前去指揮。原在里斯本的他要前去與國民軍會合，但所搭的飛機卻因為超載而出事。主要原因是他與他的隨從堅持將軍禮服一起帶入馬德里，導致起飛時墜毀，桑胡尔霍因此喪命。有傳聞認為他與國民軍的二号人物埃米利奥·莫拉相同，皆遭到佛朗哥的暗殺，以防成为自己的政治對手，但沒有相關的證據。

## 資料來源
1. ↑  Thomas, Hugh. The Spanish Civil War. Penguin Books. London. 2001. pp.95-97
2. ↑  Jose Sanjurjo （页面存档备份，存于） at www.spartacus.schoolnet.co.uk